# Syndroom van Melkersson-Rosenthal
Het syndroom van Melkersson-Rosenthal (MRS), ook vaak syndroom van Melkersson genoemd, is een zeldzame progressieve aangeboren aandoening die zich kenmerkt door plaatselijke verlammingen in het gelaat, vaak in combinatie met zwellingen. Later kunnen deze verlammingen en zwellingen blijvend van aard worden. Deze zwellingen worden cheilitis granulomatosa genoemd. cheilitis staat voor een ontstoken lip en de term granulomatosa verwijst naar het beeld van de ontsteking die zichtbaar is onder de microscoop, namelijk puntvormige zwellingen. 20-40% van de patiënten met het syndroom lijden ook aan een fissuurtong: een tong die zich kenmerkt door diepe groeven. Het syndroom manifesteert zich meestal pas na het 10e levensjaar en komt vaker voor bij patiënten die ook lijden aan Sarcoïdose of de Ziekte van Crohn. Doordat het syndroom relatief onbekend is wordt de diagnose vaak laat gesteld.

## Behandeling
Er is geen genezing mogelijk. De behandeling is erop gericht om zo goed mogelijk om te gaan met het syndroom. De verlammingen en de zwellingen worden op een gegeven moment blijvend. De zwelling zal harder worden en van kleur veranderen, deze kan dan ook pijnlijk zijn. Meestal blijven deze zwellingen voor de rest van het leven aanwezig in het gezicht, maar bij één tot twee op de vijf mensen trekken de zwellingen alsnog weg.

### Therapieën
Er zijn een drietal mogelijke behandelingen; deze zijn vooral gericht op het tegengaan van de symptomen:
- Injecties in de zwellingen met triamcinolon elke 4 tot 6 maanden.
- Chirurgisch verkleinen van de zwellingen door het wegsnijden van weefsel in combinatie met injecties met corticosteroïden of tetracycline.
- (Off-label) slikken van capsules met clofazimine, bekend onder de merknaam Lampren, een middel dat eigenlijk gebruikt wordt bij de behandeling van lepra, tweemaal daags voor 10 dagen, daarna tweemaal per week gedurende 6 maanden.